# Ła-17R
Ła-17R (ros. Ла-17Р) – radziecki, rozpoznawczy, bezzałogowy aparat latający (UAV – ang. Unmanned Aerial Vehicle) opracowany przez biuro konstrukcyjne OKB 301 Ławoczkina. Wykorzystywany również jako cel latający. Pierwszy bezzałogowy statek powietrzny produkowany seryjnie w Związku Radzieckim (poza latającymi celami).

## Historia
Ła-17R powstał na bazie samolotu celu Ła-17M. Pracę nad bezzałogowym samolotem rozpoznawczym oznaczonym jako „produkt 204” rozpoczęły się pod koniec 1960 roku (lub pod koniec 1959 roku według innych źródeł), a w 1963 roku rozpoczęto produkcje seryjną w zakładzie Nr 475 w Smoleńsku. W 1964 roku aparat wszedł na uzbrojenie Armii Radzieckiej pod oznaczeniem Ła-17R. Produkcja seryjna trwała trzy lata i zakończyła się w 1966 roku. Na początku lat 70. XX wieku Ła-17R został wycofany z arsenałów i zastąpiony aparatem Tu-143 Rejs.

## Konstrukcja
Był to całkowicie metalowy jednopłat z prostym, centralnie umieszczonym skrzydłem. Usterzenie pionowe i poziome miało prostokątny obrys. Od wariantu Ła-17M różnił się brakiem owiewek na końcach skrzydeł. Kadłub o okrągłym przekroju podzielony był na sekcje. W sekcji dziobowej umieszczone było wyposażenie rozpoznawcze oraz systemy kierowania lotem: dwa aparaty fotograficzne AFABA-40 i AFABA-21. Pierwszy z aparatów przeznaczony był do wykonywania zdjęć z dużej wysokości i fotografował obszar o bokach równych 15 km. Drugi aparat fotografował obszar o boku 3–4 km z małej wysokości. Samolot mógł przenosić kamerę telewizyjną Czybis i zestaw czujników do oznaczania skażenia promieniotwórczego Sigma. W drugiej sekcji kadłuba umieszczony był zbiornik paliwa. Sekcje kadłuba były ze sobą spawane podczas montażu końcowego. Pod kadłubem, w podwieszonej gondoli, znajdował się silnik turboodrzutowy. W celu ułatwienia transportu, skrzydła i usterzenie można było składać. Aparat posiadał programowanego autopilota AP-73 lub nowocześniejsze wersje AP-122.

## Służba
Samolot startował z wyrzutni umieszczonej na samochodzie ciężarowym ZIŁ-134K, wyrzutnia otrzymała oznaczenie SATR-1. Start wspomagany był rakietowymi przyspieszaczami. Start i lot do celu mógł odbywać się w trybie autonomicznym po wcześniejszym zaprogramowaniu trasy. Fotografowanie, powrót i lądowanie kontrolowane było ze stanowiska naziemnego. Kierowanie za pomocą komend radiowych mogło objąć cały profil lotu. Samolot lądował na brzuchu specjalnie w tym celu wzmocnionej gondoli silnika.